# Liberia na Letnich Igrzyskach Olimpijskich 2008
Liberię na Letnich Igrzyskach Olimpijskich 2008 reprezentowało 3 zawodników – 2 mężczyzn i 1 kobieta. Wszyscy wystartowali w lekkoatletyce. Nikt nie zdobył medalu.
Był to 11. start reprezentacji Liberii na letnich igrzyskach olimpijskich.

## Występy reprezentantów Liberii

### Lekkoatletyka
| Zawodnicy      | Konkurencje    | Kwal. | Kwal. | Ćwierćfinały   | Ćwierćfinały   | Półfinały      | Półfinały      | Finał          | Poz. |
| Zawodnicy      | Konkurencje    | Wynik | Poz.  | Wynik          | Poz.           | Wynik          | Poz.           | Wynik          | Poz. |
| -------------- | -------------- | ----- | ----- | -------------- | -------------- | -------------- | -------------- | -------------- | ---- |
| Siraj Williams | 400 m mężczyzn | 47.89 | 8     | Nie awansował  | Nie awansował  | Nie awansował  | Nie awansował  | Nie awansował  |      |
| Kia Davis      | 200 m kobiet   | 24.31 |       | Nie awansowała | Nie awansowała | Nie awansowała | Nie awansowała | Nie awansowała | 42   |
| Kia Davis      | 400 m kobiet   | 53.99 |       |                |                | Nie awansowała | Nie awansowała | Nie awansowała | 42   |

Konkurencje wielobojowe
| Dziesięciobój mężczyzn | Konkurencje    | Finał    | Finał   | Finał |
| Dziesięciobój mężczyzn | Konkurencje    | Wynik    | Pkt     | Poz.  |
| ---------------------- | -------------- | -------- | ------- | ----- |
| Jangy Addy             | 100 m          | 10.76    | 915     |       |
| Jangy Addy             | Skok w dal     | 7.38     | 905     |       |
| Jangy Addy             | Pchnięcie kulą | 14.91 NR | 784     |       |
| Jangy Addy             | Skok wzwyż     | 1.93     | 740     | 16    |
| Jangy Addy             | 400 m          | 48.51    | 885     |       |
| Jangy Addy             | 110 m ppł      | 14.31    | 935     |       |
| Jangy Addy             | Rzut dyskiem   | 42.30 NR | 711     |       |
| Jangy Addy             | Skok o tyczce  | 4.20 NR  | 673     |       |
| Jangy Addy             | Rzut oszczepem | 52.50 NR | 626     |       |
| Jangy Addy             | 1500 m         | 5:12.22  | 491     |       |
| Finał                  | Finał          |          | 7665 NR | 20    |